# Vicente Trueba Pérez
Vicente Trueba Pérez (Sierrapando, Torrelavega, 16 d'octubre de 1905 - 10 de novembre de 1986) va ser un ciclista espanyol, professional durant els anys 1930. Rebia el renom de La Pulga de Torrelavega, sobrenom atorgat per Henri Desgrange, director del diari L'Auto i organitzador del Tour de França.
La seva especialitat eren les etapes de muntanya. Va ser el primer Rei de la Muntanya del Tour, el 1933, en què va participar-hi a títol individual, sense equip i sense cap mena de suport econòmic. Aquell any Trueba va ser un dels quatre únics corredors que van aconseguir finalitzar totes les etapes amb el control de temps obert. Aquell any, l'organització va decidir relaxar la normativa i permetre així que més ciclistes acabessin la prova. En cas de no haver estat així, Trueba hauria estat el vencedor del Tour.
Va participar cinc vegades més al Tour de França, sent la seva millor participació la de 1933, en la qual acabà 6è. També és significatiu destacar que el mateix any va ser el primer espanyol a completar un Giro d'Itàlia fins a l'arribada, classificant-se finalment el 43è.
Va participar junt als seus germans Fermín i Manuel en la primera edició de la Volta a Espanya.
El 2005, amb motiu del seu centenari, va rebre la medalla del Tour a títol póstum.

## Palmarès
- 1930
  - 1r al Gran Premi Pascuas
- 1933
  - 1r del Gran Premi de la Muntanya del Tour de França
  - Vencedor d'una etapa de la Volta a Catalunya
- 1935
  - 1r a la Pujada a Arantzazu

### Resultats al Tour de França
- 1930. 24è de la classificació general
- 1932. 27è de la classificació general
- 1933. 6è de la classificació general i vencedor del Gran Premi de la Muntanya
- 1934. 10è de la classificació general
- 1935. Abandona

### Resultats al Giro d'Itàlia
- 1933. 43è de la classificació general
- 1934. 37è de la classificació general

### Resultats a la Volta a Espanya
- 1935. Abandona
- 1936. Abandona